# Speicherbibliothek Garching

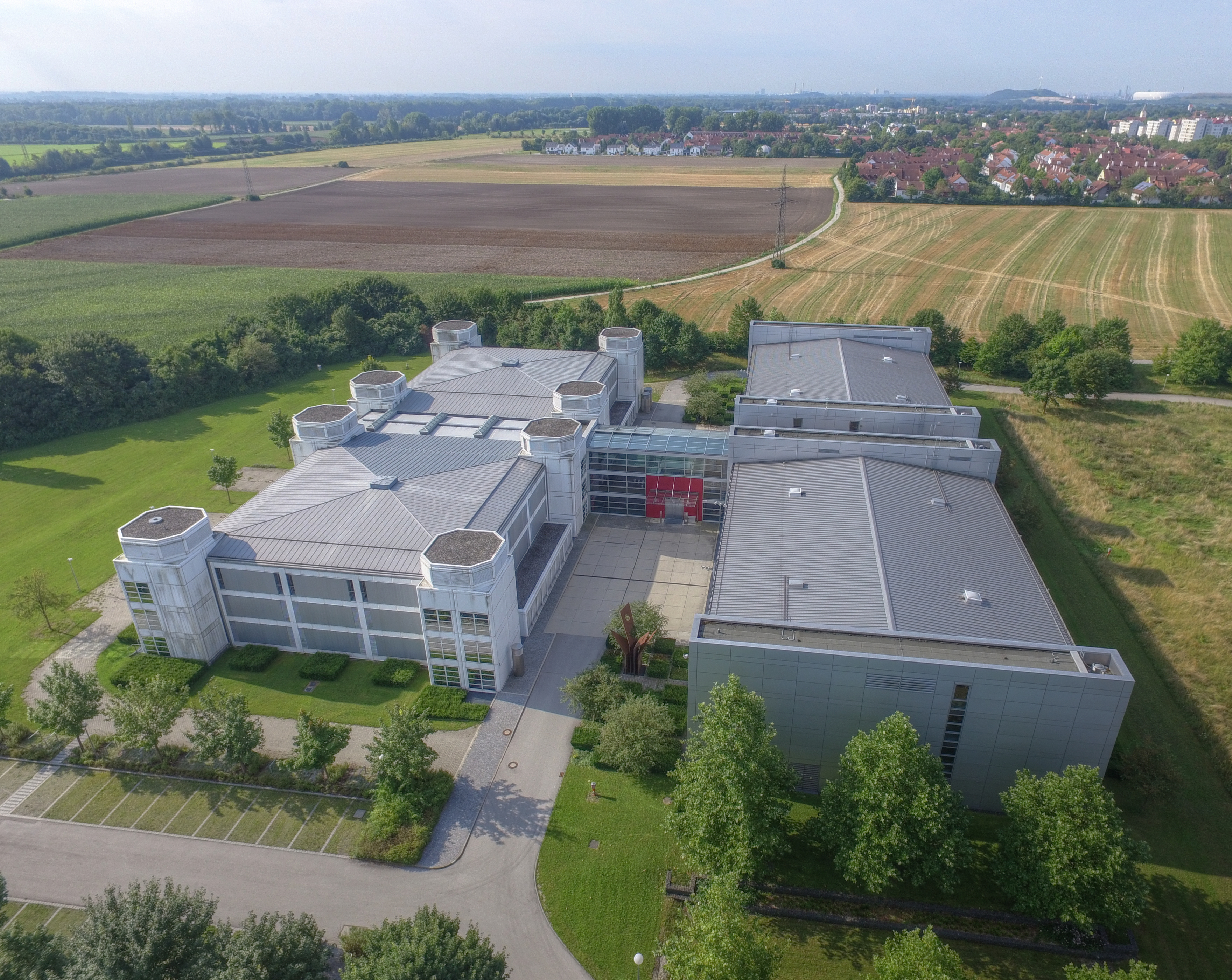

Die Speicherbibliothek in Garching bei München ist eine Einrichtung der Bayerischen Staatsbibliothek. Am Ort des Stammgebäudes der Staatsbibliothek in der Ludwigstraße in München entstanden im Lauf der Zeit Platzprobleme. Man entschied sich daher für einen Standort im Forschungsgelände Garching. 1988 wurde der Bau nach zweijähriger Bauzeit eingeweiht. Ein zweiter Bauabschnitt konnte 2005 in Betrieb genommen werden, ein dritter Abschnitt ist in Planung. Die Magazine in Garching fassen ungefähr 5,6 Millionen Bände, der Gesamtbestand der Bayerischen Staatsbibliothek umfasste 2015 rund 10 Millionen Bände. 
Die Bestände in Garching können nur über die Bayerische Staatsbibliothek in der Ludwigstraße genutzt werden.